# Megastylus petilus
Megastylus petilus är en stekelart som beskrevs av Dasch 1992. Megastylus petilus ingår i släktet Megastylus och familjen brokparasitsteklar. Inga underarter finns listade i Catalogue of Life.